# Fürth am Berg

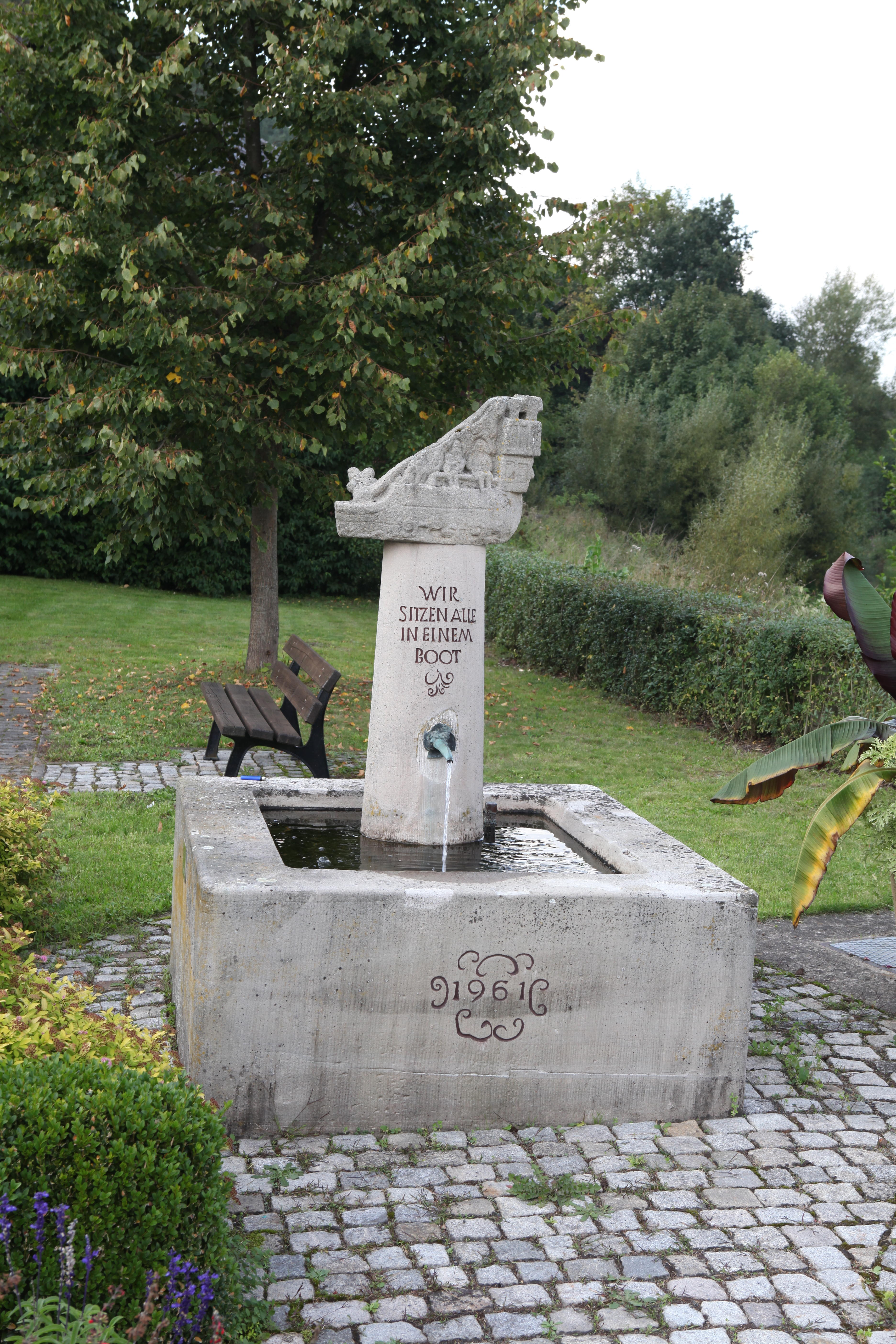
Dorfbrunnen

Fürth am Berg (amtlich: Fürth a.Berg) ist ein Stadtteil der oberfränkischen Stadt Neustadt bei Coburg im Landkreis Coburg.

## Lage
Fürth am Berg liegt etwa vierzehn Kilometer östlich von Coburg an der Steinach. Die Gemarkungsgrenze entspricht im Osten der bayerischen Landesgrenze mit Thüringen. Die Staatsstraße 2708 von Mitwitz nach Neustadt führt durch den Ort, die Staatsstraße 2206 beginnt in Fürth und endet in Weißenbrunn vorm Wald.

## Geschichte
Fürth am Berg wurde 1317 erstmals im Urbarium, einer Auflistung von Besitzungen der Henneberger beim Erwerb der Neuen Herrschaft, als „Furte“ urkundlich erwähnt. Der Ort entstand an der alten Handelsstraße Nürnberg-Leipzig bei einer Furt durch die Steinach. Eine 1348 ersterwähnte Burg lag rund 100 Meter oberhalb des Ortes. Sie diente als Schutz- und Amtsburg des Hochstifts Bamberg. Im Jahr 1660 wurde der Wohnsitz in der Burg aufgegeben und im Dorf ein Amtshaus eingerichtet. Die 1987 abgebrochene Obere Mühle wurde bereits 1492 als bambergisches Lehen erwähnt.
Fürth war Lehen des Hochstifts Bamberg, gehörte jedoch zur Pflege Coburg. Daraus ergaben sich Streitigkeiten, die ein Rezess von 1601 nicht beenden konnte. In einem zwischen Bayerns Ministerpräsident Maximilian von Montgelas und Prinz Leopold von Sachsen-Coburg-Saalfeld ausgehandelten Staatsvertrag aus dem Jahr 1811 wurde Fürth schließlich Coburg zugesprochen.
Die Fürther Kinder gingen anfangs nach Mupperg in die dortige Hauptschule, die bereits 1569 erwähnt wurde. Eine Präzepturschule in Fürth ist für das Jahr 1781 nachweisbar. Das Schulhaus befand sich anfangs zusammen mit dem Armenhaus in einem Gebäude. 1860 wurde aus der Präzepturschule eine staatliche Einrichtung. Im Jahr 1877 baute die Gemeinde ein neues, eingeschossiges Schulhaus mit Glockenturm, das 1950 umgebaut und aufgestockt wurde. Seit 1971 besuchen die Fürther Kinder die Schulen in Neustadt.
Im Jahr 1878 richtete der Gastwirt Löffler eine eigene Braupfanne ein. Daraus entwickelte sich ab 1892 die Brauerei Schelhorn, die im Gasthof „Zum Coburger Hof“ ihr Bier ausschenkte. Der folgende Eigentümer Carl Eibl schloss 1905 die Brauerei.
Im Ersten Weltkrieg verloren 16 Fürther Soldaten ihr Leben. Als 1918 mit dem Ende des Ersten Weltkrieges und der Novemberrevolution die Monarchie in Deutschland abgeschafft wurde, galt das auch für das Herzogtum Sachsen-Coburg und Gotha, dem Fürth angehörte. Zunächst wurde der Ort Teil des Freistaates Coburg. Da dieser aber für sich zu klein war, stand eine Entscheidung bezüglich des Anschlusses an Bayern oder an Thüringen an. In einer Volksbefragung am 30. November 1919 stimmten vier Fürther Bürger für den Beitritt des Freistaates Coburg zum thüringischen Staat und 100 dagegen. Somit gehörte seit dem 1. Juli 1920 auch Fürth zum Freistaat Bayern.
1920 erhielt Fürth mit der Steinachtalbahn einen Anschluss an das Eisenbahnnetz. Am 21. Februar und 8. April 1945 griffen US-amerikanische Tiefflieger den Bahnhof an und beschädigten unter anderem das Empfangsgebäude. Im Zweiten Weltkrieg verloren 16 Fürther Soldaten ihr Leben. Nach dem Zweiten Weltkrieg prägte bis 1989 die Lage an der innerdeutschen Grenze den Ort. Aufgrund der Grenze endete die Steinachtalbahn in Fürth und wurde schließlich 1989 zurückgebaut.
Fürth gehörte ursprünglich zum Sprengel der thüringischen Pfarrei Mupperg. Infolge der innerdeutschen Grenze kam es 1948 zur Fechheimer Kirchengemeinde. 1968 erhielt der Ort ein eigenes Gemeindehaus.
1960 gewann Fürth als zweiten Preis des Wettbewerbes Das Schönere Dorf einen Brunnen, den der Münchner Bildhauer Karl Braun gestaltete. Der Brunnen stellt figürlich das Motto Wir sitzen alle in einem Boot dar.
Zum 1. Juli 1967 wurde die Nachbargemeinde Horb eingegliedert. Am 1. Januar 1971 schloss sich Fürth mit den Gemeinden Aicha, Fechheim, Mittelwasungen, Plesten und Unterwasungen zur Gemeinde Wasung zusammen. Am 1. Januar 1976 wurde Wasung aufgelöst und Fürth als Stadtteil nach Neustadt bei Coburg eingegliedert.
Die Trinkwasserversorgung erfolgte früher durch Hausbrunnen und zwei Laufbrunnen. Eine gemeindeeigene Anlage mit Hausanschlüssen gab es seit dem 1. Mai 1936. Nach dem 1. Juli 1978 erfolgte die Wasserversorgung durch den Zweckverband Spittelsteiner Gruppe, der 1986 durch die Stadtwerke Neustadt übernommen wurde. Stromlieferanten waren seit dem 1. Mai 1910 das Überlandwerk der Gumpertschen-Mühle in Mupperg und seit dem 1. November 1931 das Bamberger Überlandwerk Oberfranken. 1997 übernahmen die Stadtwerke Neustadt die Stromversorgung. 1987 hatte Fürth 102 Wohngebäude, von denen 46 nach 1949 errichtet worden waren.

## Einwohnerentwicklung
| Jahr | Einwohnerzahl |
| ---- | ------------- |
| 1910 | 291           |
| 1933 | 314           |
| 1939 | 306           |
| 1950 | 457           |
| 1987 | 376           |
| 2013 | 326           |
| 2020 | 348           |

## Persönlichkeiten
- Horst Kräußlich (1926–2010), Tierzuchtwissenschaftler und Hochschullehrer